# 하이드록시프롤린
하이드록시프롤린(hydroxyproline)은 수산화된 프롤린이다. 콜라겐에 풍부하다.

## 같이 보기
- 이차 아미노산
- 이미노산